# 医学研究科
医学研究科（いがくけんきゅうか、英称：The Graduate School of Medicine）は、日本の大学院研究科のうち、医学に関する高度な教育・研究を行う機構の1つである。具体的な研究分野については医学部も参照。

## 概要
- 主に、医学部の大学院として設置され、博士前期課程（修士課程）および博士後期課程（博士課程）あるいはそれに相当する課程で構成される。学位は、修士課程は修士（医科学）を、博士課程は博士（医学）を修めることができる。
- また近年、医学と歯学、薬学などの研究科を統合し、医歯薬学総合研究科とする大学院などもある（保健学を加える場合は、医歯薬保健学となる）。この場合、入学した専攻や学位論文の内容によって、医学、歯学、薬学あるいは学術の学位が授与されるのが一般的である。

## 医学研究科を置く大学
国立
（ 北海道大学大学院⇒「医学研究科と類似する研究科名称」の節を参照。） 
- 旭川医科大学
- 弘前大学
- 京都大学
- 神戸大学

公立
- 札幌医科大学
- 福島県立医科大学
- 横浜市立大学
- 名古屋市立大学
- 京都府立医科大学
- 大阪公立大学
- 奈良県立医科大学
- 和歌山県立医科大学

私立
- 岩手医科大学
- 自治医科大学
- 獨協医科大学
- 埼玉医科大学
- 杏林大学
- 慶應義塾大学大学院医学研究科
- 国際医療福祉大学
- 順天堂大学
- 昭和大学
- 帝京大学
- 東京医科大学
- 東京慈恵会医科大学
- 東京女子医科大学
- 東邦大学
- 日本大学
- 日本医科大学
- 聖マリアンナ医科大学
- 東海大学
- 金沢医科大学
- 愛知医科大学
- 藤田保健衛生大学
- 大阪医科薬科大学
- 関西医科大学
- 近畿大学
- 兵庫医科大学
- 川崎医科大学
- 久留米大学
- 産業医科大学
- 福岡大学

## 医学研究科と類似する研究科名称
- 北海道大学大学院 医学院
- 秋田大学大学院 医学系研究科
- 山形大学大学院 医学系研究科
- 東北大学大学院 医学系研究科
- 群馬大学大学院 医学系研究科
- 筑波大学大学院 人間総合科学研究科 医学系専攻
- 千葉大学大学院 医学薬学府
- 東京大学大学院 医学系研究科
- 東京科学大学大学院 医歯学総合研究科
- 浜松医科大学大学院 医学系研究科
- 新潟大学大学院 医歯学総合研究科
- 富山大学大学院 医学薬学教育部
- 金沢大学大学院 医薬保健学総合研究科 医科学専攻
- 福井大学大学院 医学系研究科
- 信州大学大学院 医学系研究科
- 岐阜大学大学院 医学系研究科
- 名古屋大学大学院 医学系研究科
- 三重大学大学院 医学系研究科
- 滋賀医科大学大学院 医学系研究科
- 大阪大学大学院 医学系研究科
- 岡山大学大学院 医歯薬学総合研究科
- 徳島大学大学院 医科学教育部
- 香川大学大学院 医学系研究科
- 愛媛大学大学院 医学系研究科
- 鳥取大学大学院 医学系研究科
- 島根大学大学院 医学系研究科
- 広島大学大学院 医歯薬保健学研究科
- 山口大学大学院 医学系研究科
- 九州大学大学院 医学系学府
- 佐賀大学大学院 医学系研究科
- 長崎大学大学院 医歯薬学総合研究科
- 熊本大学大学院 医学教育部
- 大分大学大学院 医学系研究科
- 宮崎大学大学院 医科学看護学研究科
- 鹿児島大学大学院 医歯学総合研究科
- 琉球大学大学院 医学研究科
- 北里大学大学院 医療系研究科

## 医学を専攻できる他の研究科名称
- 防衛医科大学校 医学教育部 医学研究科